# Alex Karp
Alexander Caedmon Karp (New York, 2 ottobre 1967) è un imprenditore statunitense CEO di Palantir Technologies.

## Biografia
Karp nasce a New York ma cresce a Filadelfia. Finisce il liceo nel 1985. Studia legge a Stanford e si laurea nel 1992. Nel 2002 ottiene il Ph.D. in filosofia alla Università Goethe di Francoforte. Alla morte del nonno riceve un'eredità che investe con successo nel mercato azionario e in startup. Si trasferisce quindi a Londra dove fonda il Caedmon Group che si occupa di investimenti per conto terzi. Nel 2005 viene scelto da Peter Thiel, conosciuto ai tempi di Stanford, pur non avendo un backgroud in ambito tecnico come CEO di Palantir Technologies. Possiede all'incirca un decimo dell'azienda di Denver.